# Manrique Larduet
Manrique Larduet Bicet (né le 10 juillet 1996 à Santiago de Cuba) est un gymnaste cubain.
Il remporte quatre médailles aux Jeux panaméricains de 2015 à Toronto, puis la médaille d'argent du concours général lors des Championnats du monde à Glasgow, en étant le plus jeune finaliste, juste derrière le sextuple champion du monde Kōhei Uchimura.